# Snorri Guðjónsson
Snorri Steinn Guðjónsson (født 17. oktober 1981 i Reykjavík) er en islandsk håndboldspiller og nuværende cheftræner for islandske Valur.
Han har tidligere spillet i GOG, i to omgange.
Gudjonsson har været en fast del af det islandske landshold, som han har repræsenteret 257 gange, samt 846 mål, fordelt på 15 år.

## Klubhold
- Valur Reykjavík (–2003)
- TV Großwallstadt (2003–2005)
- GWD Minden (2005–2007)
- GOG Svendborg TGI (2007–2009)
- Rhein-Neckar Löwen (2009–2010)
- AG København (2010–2012)
- GOG (2012-)